# Männergesangverein Bozen

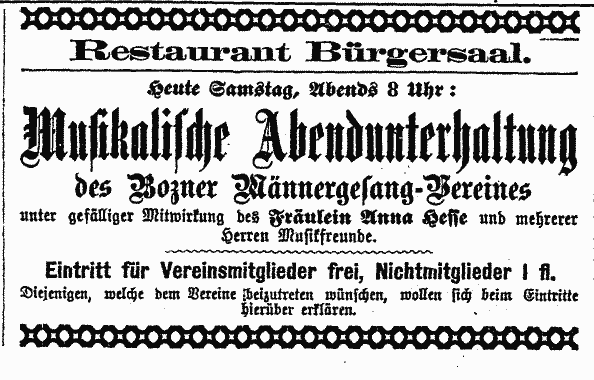
Werbeschaltung des Bozner MGV in der Bozner Zeitung, 12. Mai 1888

Festabzeichen zum 75. Gründungsfest des Männergesangvereines Bozen 1951. Im Zentrum die Statue des deutschen Minnesängers Walther von der Vogelweide, links dahinter Schloss Runkelstein, rechts das alte Wappen des MGV Bozen

Der Männergesangverein Bozen (kurz: MGV) ist ein deutschsprachiger Chor in Bozen.

## Geschichte
Der Männergesangverein Bozen wurde am 12. Mai 1876 im Café „Schgraffer“ am Bozner Johannesplatz (heute Waltherplatz) gegründet und gilt als Nachfolger der „Bozner Liedertafel“ und anderer musikalischer Zusammenschlüsse wie beispielsweise der Sängerrunde „Erheiterung“. 
Der MGV wurde schnell zum Sammelpunkt der sangesbegeisterten Bozner und entfaltete ein reges gesellschaftliches Leben.
Gemeinsam mit dem Turnverein Bozen, dem Museumsverein, der Sektion Bozen des DOeAV und der Freiwilligen Feuerwehr zählte der Männergesangverein zu den bedeutendsten Vereinen in Bozen im ausgehenden 19. Jahrhundert. Die Vereinsgeschichte ist ein Spiegelbild der jüngeren Stadtgeschichte Bozens.
Entscheidend für die Entwicklung des MGV war die 47 Jahre währende Obmannschaft Julius Perathoners.
Zum Unterschied zu den meisten deutschen Vereinen Bozens wurde der MGV während der faschistischen Unterdrückung nicht aufgelöst und besteht bis heute. 1929 trat die verbotene Sängerriege des Turnvereins Bozen dem MGV Bozen bei und bildete von da an den bis heute bestehenden Kleinen Chor im MGV Bozen. Mitte der 1970er Jahre gründete der MGV Bozen eine der ersten Musikschulen Südtirols. Aus dieser Musikschule ging Mitte der 1980er der Mädchenchor hervor, der heute als Frauenchor weiter besteht. Die Musikschule wurde hingegen vor einigen Jahren der Musikschule Bozen des Instituts für Musikerziehung übertragen. Bis heute finden zahlreiche Kurse der Musikschule in den Räumen des MGV Bozen statt.
In den Räumen des MGV Bozen proben neben den Schülern der Musikkurse verschiedene Chöre: der Singkreis Runkelstein, der Kleine Chor und der Kirchenchor der Franziskanerkirche.